# Districte de Nevers
El Districte de Nevers és un dels quatre districtes del departament de la Nièvre, a la regió de Borgonya-Franc Comtat. Té 13 cantons i 83 municipis, el cap del districte és la prefectura de Nevers. Te una extensió de 2.025 Km2 i una població de 112.589 habitants segons cens de 2022.

## Cantons
cantó de Decize - cantó de Dornes - cantó de Guérigny - cantó d'Imphy - cantó de La Machine - cantó de Nevers-Centre - cantó de Nevers-Est - cantó de Nevers-Nord - cantó de Nevers-Sud - cantó de Pougues-les-Eaux - cantó de Saint-Benin-d'Azy - cantó de Saint-Pierre-le-Moûtier - cantó de Saint-Saulge